# アジア太平洋大学交流機構
アジア太平洋大学交流機構（アジアたいへいようだいがくこうりゅうきこう、University Mobility in Asia and the Pacific、UMAP）は、高等教育の学生とスタッフの増加した機動性を通して人々と専門知識の協力と交換を強化アジア太平洋地域における高等教育機関間の学生・教職員の交流促進を目的とする、政府、又は非政府の代表からなる任意団体。1993年設立。UMAPはアジア太平洋経済協力（APEC）によって承認されており、APEC加盟国はUMAPプロジェクトを実施している。

## メンバー
UMAPは、アジア太平洋地域の国/地域に開かれている。会員は各国・地域・行政区の代表であり、政府・大学・関連機関の連合体によって構成される。個人は会員になる資格がない。
2011年から2015年にかけて、UMAP国際事務局は台湾の輔仁大学にあり、2016年には日本の東洋大学に移転した。ただし、台湾の国内委員会事務局はまだ輔仁大学に存在する。

## 国際理事会と予算
UMAPの業務執行を担う機関として、UMAP国際理事会が存在する。理事会は、各UMAP正会員の代表者で構成されている。各正会員には投票権があるが、理事会事務総長は投票できない。
年間予算は米ドル建てであり、会員は予算に応じて拠出金を支払う必要がある。また、会員は、資金・資産・施設などの寄付をすることができる。

## UCTS取得単位認定プログラム
UMAPはUMAP単位認定移転スキーム（UCTS）を開発し、ある大学で取得した単位を他国の別の大学でも認定できるようにするための枠組みを提供することにより、アジア太平洋地域での学生の流動性を高めている。UCTSの目的は、UMAPの加盟各国の大学で交換留学プログラムを実施している学生に単位認定を保証することである。